# Svatební zvyky
Svatební zvyky je název pro zvyky nebo tradice, které se dodržují o svatebním dni či jsou spjaté se samotnou svatbou. Tyto zvyky se liší v každé zemi a často i kraj od kraje.

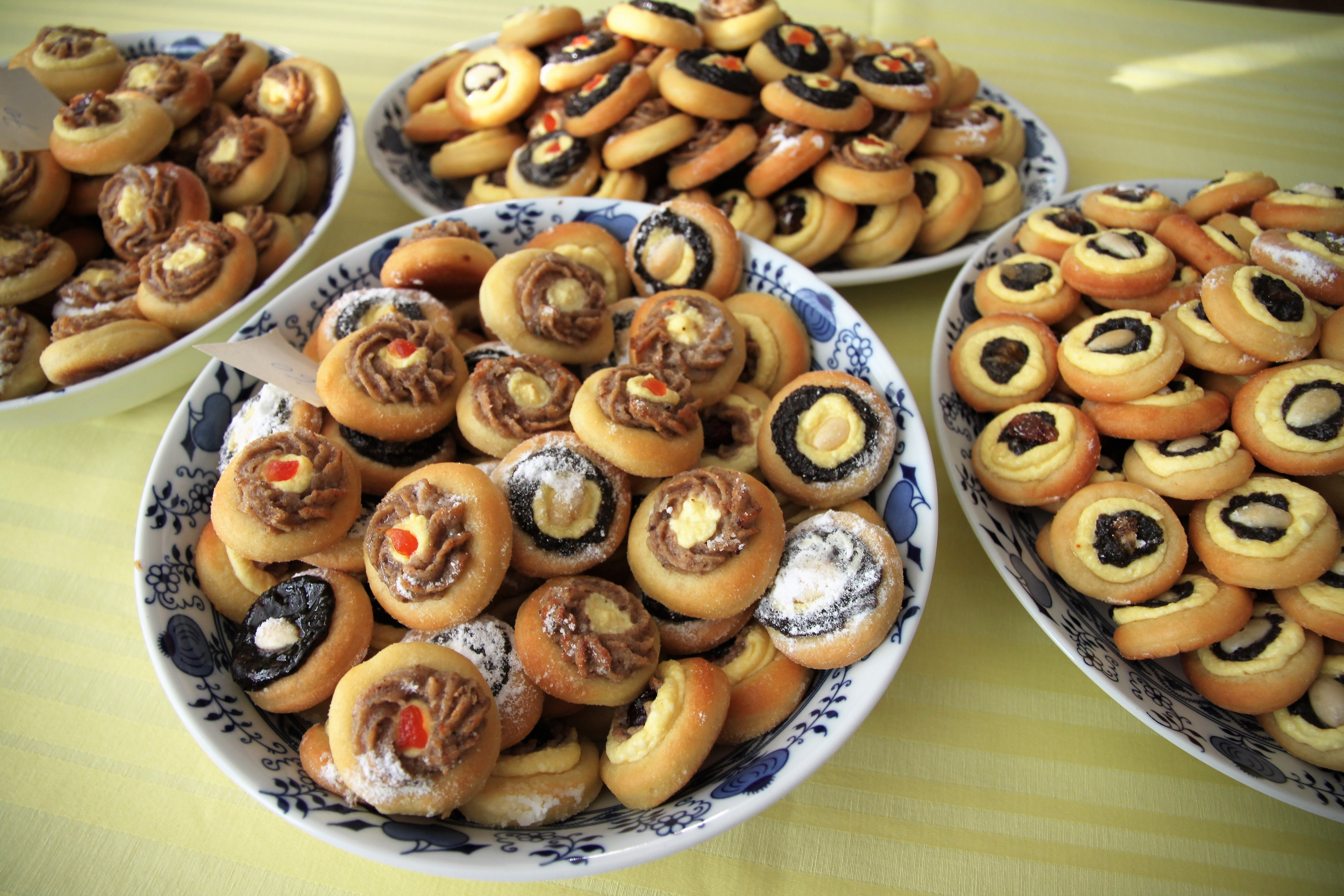
Svatební koláčky

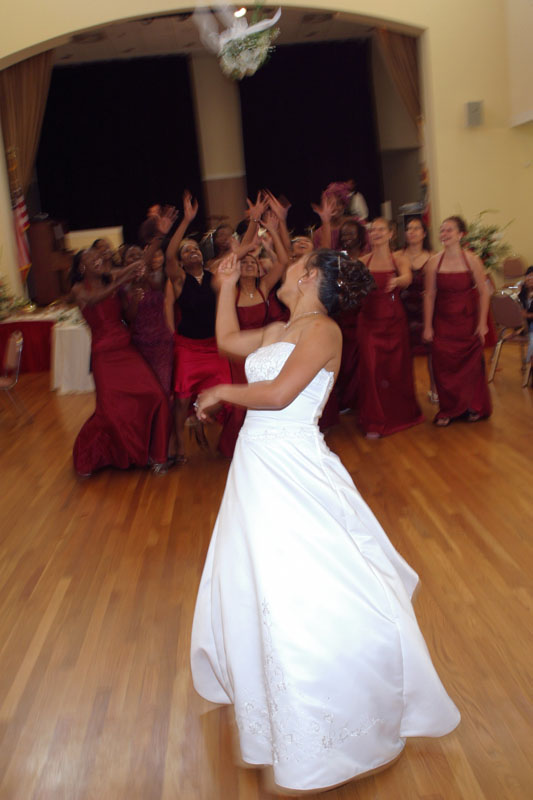
Nevěsta házející kytici

## Svatební zvyky v některých zemích

### Česká republika
Nedílnou součástí každé svatby jsou svatební koláčky, které si obvykle hosté odnesou jako tzv. výslužku ze svatby. Původně však byly doručovány již s pozvánkou na svatbu. Svatební koláčky by si nevěsta neměla péct sama, aby neměla uplakané děti nebo nouzi v manželství. Žena, která sní koláček upečený v rohu plechu, se do roka a do dne vdá.
Tradicím podléhá také oblečení nevěsty, jehož součástí má být něco nového (symbolizuje nový začátek), něco starého (znamená zachování rodinné tradice), půjčená věc (symbolizuje to, že budeme dbát na rady druhých) a něco modrého (modrá je barva věrnosti). Typické jsou pro české svatby také voničky (vývazek), které dostane každý host do klopy. Před samotným obřadem se občas dělá i tzv. falešná nevěsta. Někdo z přítomných svatebčanů mužského pohlaví se převlékne za nevěstu a snaží se přebrat nevěstě ženicha před svatbou.
Po odchodu z obřadní síně tradičně zasypávají svatebčané nevěstu a ženicha rýží, čímž jim chtějí přivolat bohatství a plodnost. Místo rýže se dřív zasypávalo oříšky, semínky a květinami, což byl pohanský zvyk, který byl časem pozměněn, účel ale zůstal stejný.
K poobřadním zvykům pak patří chomout, který dostane ženich na krk jako symbol svázání manželstvím. Dále se také rozbíjí talíř, jehož střepy nevěsta s ženichem zametou. Traduje se, že podle toho, jak se k úkolu postaví, bude jasné, jak jim bude klapat společná domácnost. Střepy navíc nosí štěstí a hluk má zahnat zlé duchy. Novomanželům se doporučuje si jeden střep schovat.
To, jak asi budou v domácnosti novomanželé spolupracovat, má ukazovat i další tradiční zvyk, jedení polévky z jednoho talíře. Při něm jsou nevěsta s ženichem svázáni bílým ubrusem a navzájem se krmí jednou lžící. Podobným zvykem je i nakrojení svatební dortu, o které se postarají opět oba novomanželé najednou s pomocí jednoho nože. Nikdo ze svatebčanů nesmí dort odmítnout! Stejně jako svatební koláčky, ani dort by nevěsta neměla péci.
Postupující den pak přináší další tradice, mezi ně patří i první manželský tanec, který je věnován pouze ženichovi a nevěstě. Kolem novomanželů svatebčané obvykle vytvoří kruh a oni v něm tančí. K častým zvykům patří i únos nevěsty, kterou v průběhu oslav mohou unést mladí přátele ženicha a nevěsty. Nevěstou odnesou do nějaké hospody a dokud je ženich nenajde, pijí na jeho útratu.
Typickým českým zvykem je také házení kytice. Tato tradice je oblíbená i v anglosaských zemích. Spočívá v tom, že si nevěsta stoupne zády k neprovdaným dívkám, které se svatby účastní, a hodí kytici za sebe. Dívka, která kytici chytí, se do roka bude vdávat!

### Polsko
V Polsku je zvykem, že se vdavek chtivý pár před svatbou vydá osobně za všemi, které chce na svatbu pozvat. Slušností pak je na každé návštěvě posedět, popovídat a předat pozvánku. Není žádnou výjimkou, že takové návštěvy zaberou i několik víkendů.
V Polsku neexistuje, že by byl někdo pozvaný jen na obřad, ale na hostinu ne. Svatba se obvykle koná v rodišti nevěsty a obřad začíná v pozdějších hodinách, okolo čtvrté odpoledne. První teplé jídlo se podává až v deset večer a druhé o půlnoci. Svatba v Polsku trvá až do rána.

### Německo
I v Německu znají zvyk s rozbíjením talíře. Děje se to však již v předvečer svatby, kdy také ženich pověsí nevěstě řetízek na krk. Na rozdíl od Čech se však nerozbijí jen jeden talíř, ale celý servis. Střepy se také občas posypou hrachem nebo čočkou. Právě to má páru zajistit plodnost a hojnost. Pár pak střepy společně uklidí.
Podle další německé tradice má dívka již od mládí šetřit na svatební střevíce a má je platit pouze mincemi. Oblíbeným zvykem je též snaha přátel novomanželů zpříjemnit jim jejich první novomanželskou noc různými překvapeními. Často jim například naplní ložnici nafukovacími balónky.

### Rusko
Ruským zvykem je tzv. vykupování nevěsty. Při tomto zvyku jde ženich do domu rodičů, přičemž při jeho cestě tam mu kamarádi nevěsty kladou do cesty různé překážky, musí řešit hádanky nebo úkoly. V domě nevěsty je jeho úkolem nakonec vykoupit od rodičů nevěstu květinami, penězi nebo sladkostmi.
Po obřadu se v Rusku chodí podle tradice na procházku, kde se novomanželé fotí na významných místech svého města.

### Švédsko
Švédsko je specifické v tom, že si pár vyměňuje prstýnky již při zásnubách a při svatebním obřadu dostává nevěsta prsten s kamenem.
Během svatby má každý z přítomných pánů nárok na polibek od nevěsty. Jakmile se však nevěsta vzdálí od ženicha a jde na toaletu, ženy mají zas nárok na polibek od ženicha.

### Turecko
Pro Turecko je typické loučení nevěsty, které se koná několik dní před samotným obřadem. S nevěstou se v tomto dni sejdou kamarádky a příbuzné, tančí a dávají ji do rukou henu, která ji na nějaký čas obarví dlaně. Hena je v Turecku vnímána jako symbol krásy. Poté nevěsta dostane černý závoj přes obličej, který ji ženich sundá a ona se tím stane připravenou k svatbě.
Další tradicí je, že kamarádky nevěsty napíšou před obřadem svá jména dovnitř jejích bot. Jméno, které bude po obřadu rozmazané, je jméno ženy, která se vdá jako další.

### Mauritánie
V Mauritánii si potrpí na baculaté nevěsty. Nevěsty tedy neomezují jídlo, aby byly do svatebních šatů jako proutek, ale právě naopak. Tento zvyk jde dokonce až tak daleko, že muži své vyvolené posílají do tzv. „tukových farem“. Právě tam získávají ty nejlepší možné míry.

### Keňa
Keňa je typická způsobem, kterým se tam žehná nevěstě. Před tím, než žena se svým manželem opustí rodnou vesnici, její otec jí na rozloučenou poplive hlavu i prsa.

### Skotsko
Exotickou tradici mají ve Skotsku, kde je nevěsta připoutána ke stromu. Zde pak po ní lidé házejí odpadky a zkažená vajíčka. Nevěsta tím má rodině ženicha dokázat, že je na manželství připravena.